# Нетяги (річка)
Нетяги — річка  в Україні, у Вінницькому й Липовецькому районах Вінницької області, ліва притока Кобильні  (басейн Південного Бугу).

## Опис
Довжина річки 14 км. Формується з багатьох безіменних струмків та водойм.  Площа басейну 56,7 км².

## Розташування
Бере  початок на південному заході від Жабелівки. Спочатку тече на південний захід через Михайлівку, а потім на  північний схід  через Великі Крушлинці і у Козинці впадає у річку Кобильню, ліву притоку Десни.